# Beregi Múzeum
A Beregi Múzeum Vásárosnamény és környéke helytörténeti és néprajzi múzeuma.

## A múzeum története
A Beregi Múzeum alapítója Csiszár Árpád református lelkész volt 1963-ban. 1975-ig ő volt a négy órában alkalmazott igazgatója és egyetlen dolgozója. Csak 1975-ben bővült az állomány két négyórás takarító-teremőrrel és Felhősné Csiszár Sarolta muzeológussal, aki aztán 1978–2011 között vezette a múzeumot. 2011 óta Varga János etnográfus, muzeológus az intézmény vezetője.
A múzeum gyűjtőterülete a Vásárosnaményi járásra terjed ki. A tárgyi anyag már meghaladja a 70 000 darabot, ebből néprajzi jellegű több mint 13 000, ebben külön egység a több mint 3000 darabos textilgyűjtemény, a közel 800 darabos autentikus hímes tojás-, a közel 700 darabos kerámia-, és a több száz darabos háztartási és művészi vasöntvény-gyűjtemény. A régészeti gyűjtemény leltárában 18 000 egység szerepel.
A múzeum történeti dokumentumtára több mint 12 000 tételt tartalmaz, kiemelkedik belőle az elemi népiskolák történeti anyaga. Az intézmény munkatársai folyamatosan dolgoznak a gyűjtemények digitalizálásán és hozzáférhetővé tételén.
A gyűjtemény 1971 óta a Rákóczi u. 13. szám alatt lévő Máthé-kúriában volt elhelyezve. 2007 óta a múzeum főépülete az uniós támogatással felújított Tomcsányi-kastély. 2021-ben csak ez az épület látogatható, a Máthé-kúria felújítás előtt áll.
A barokk főépületben nyolc egységből álló, modern technikai eszközökkel felszerelt kiállítás-sor és egy látványraktár várja a látogatókat. A kiállítások külön-külön is átfogó képet adnak egy-egy témáról.

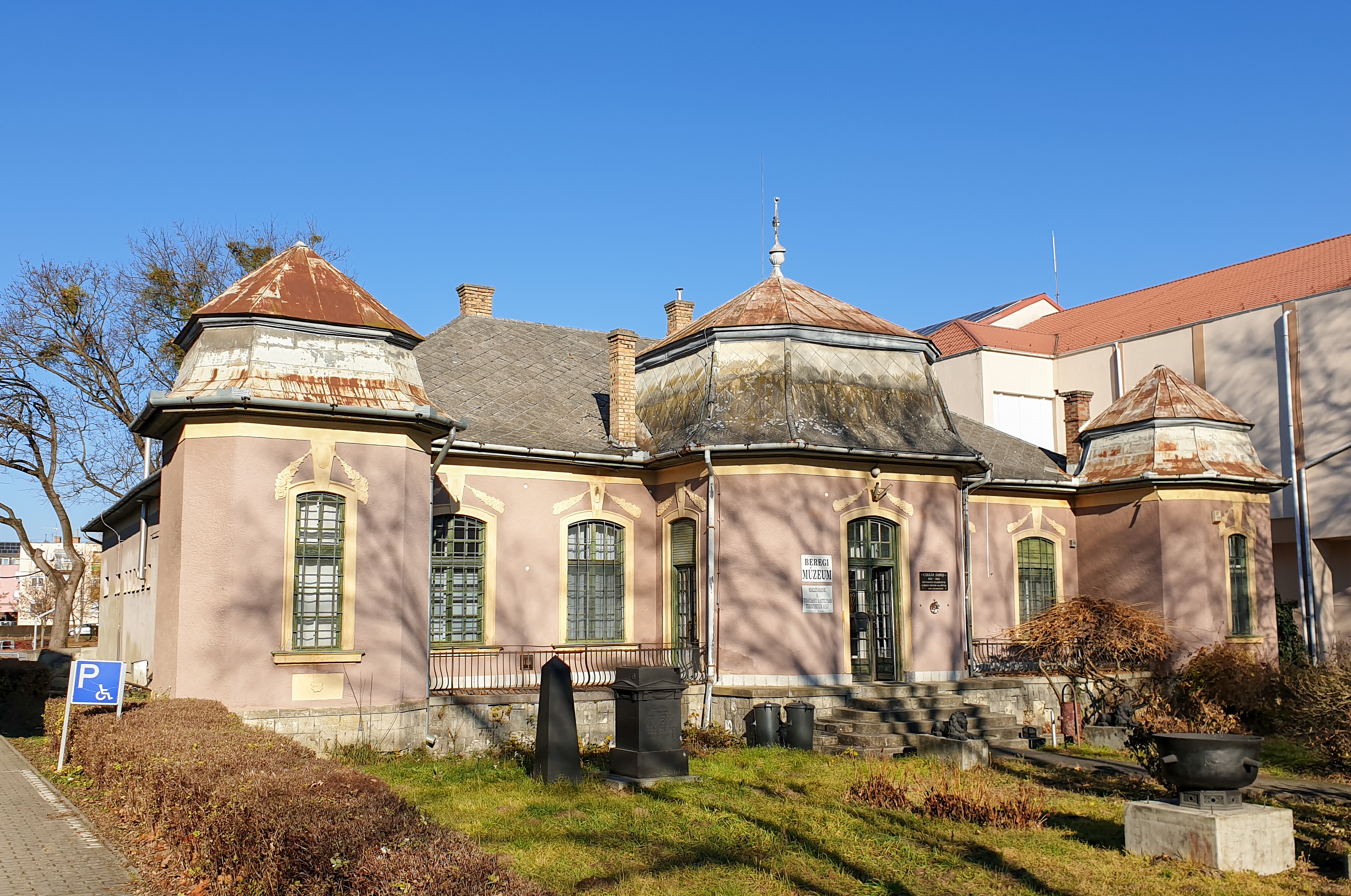
A múzeum régi épülete, a Máthé-kúria
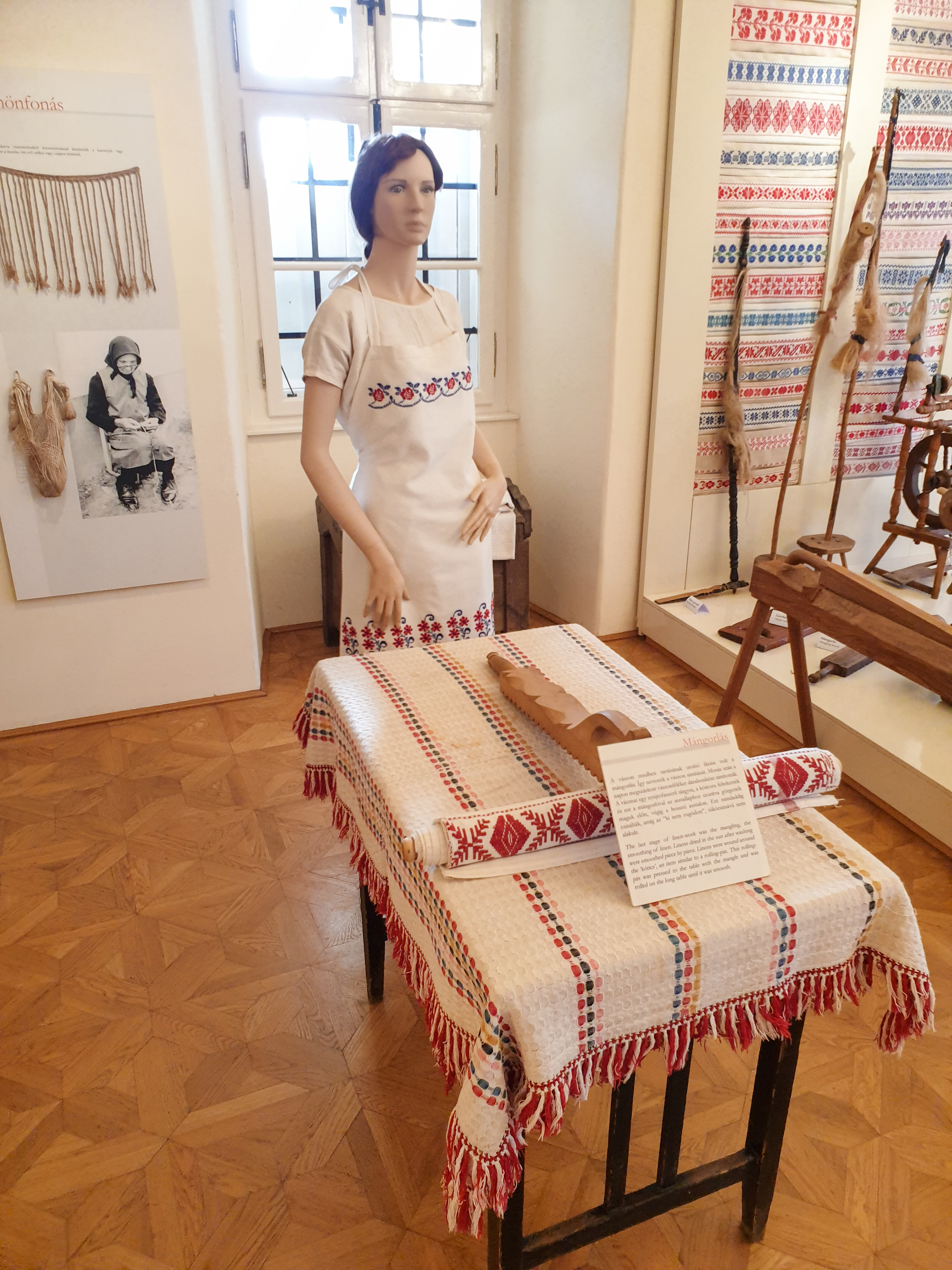
Textiltörténeti kiállítás
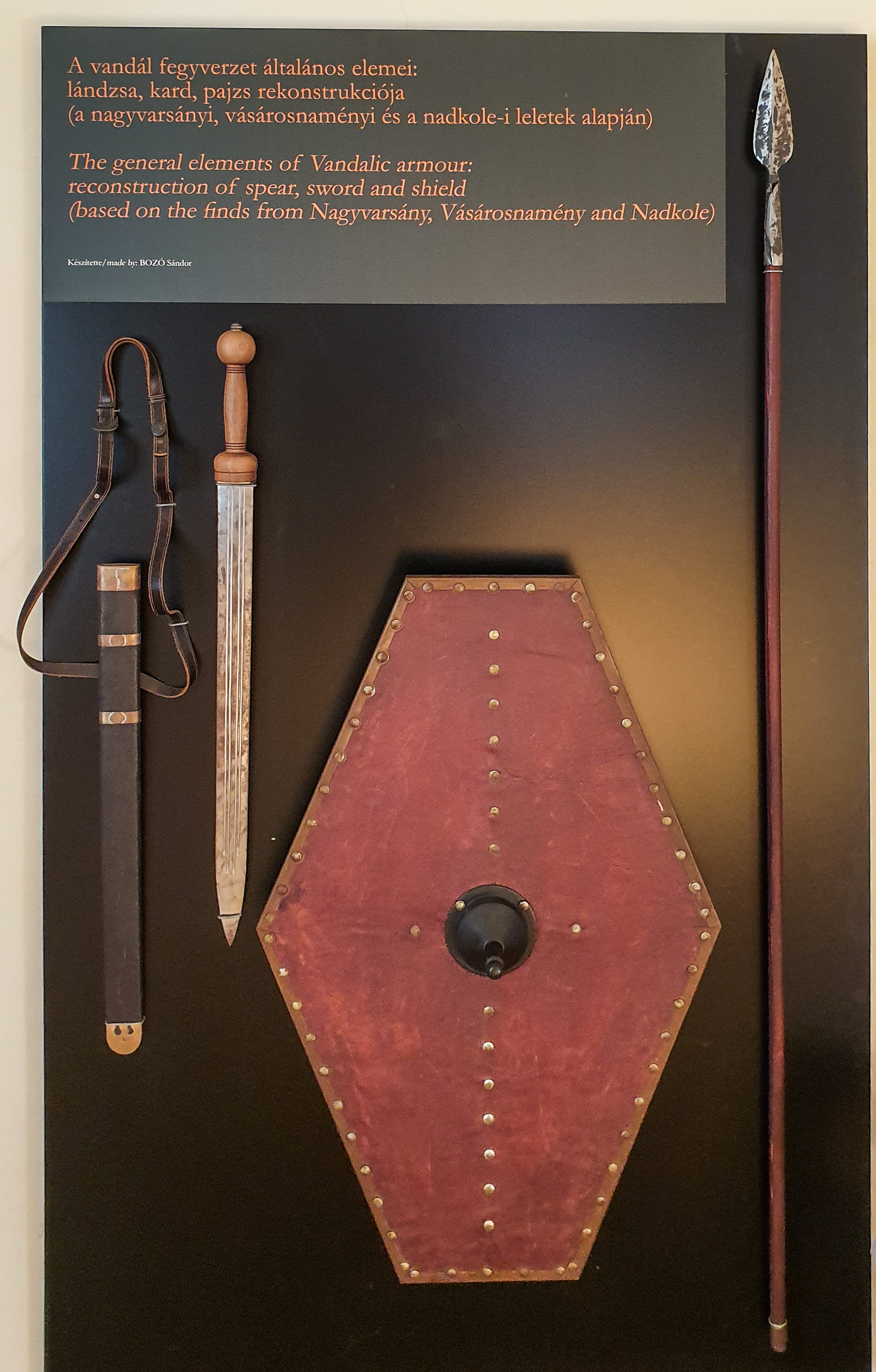
Vandál fegyverzet rekonstrukciója a környék régészeti leletei alapján
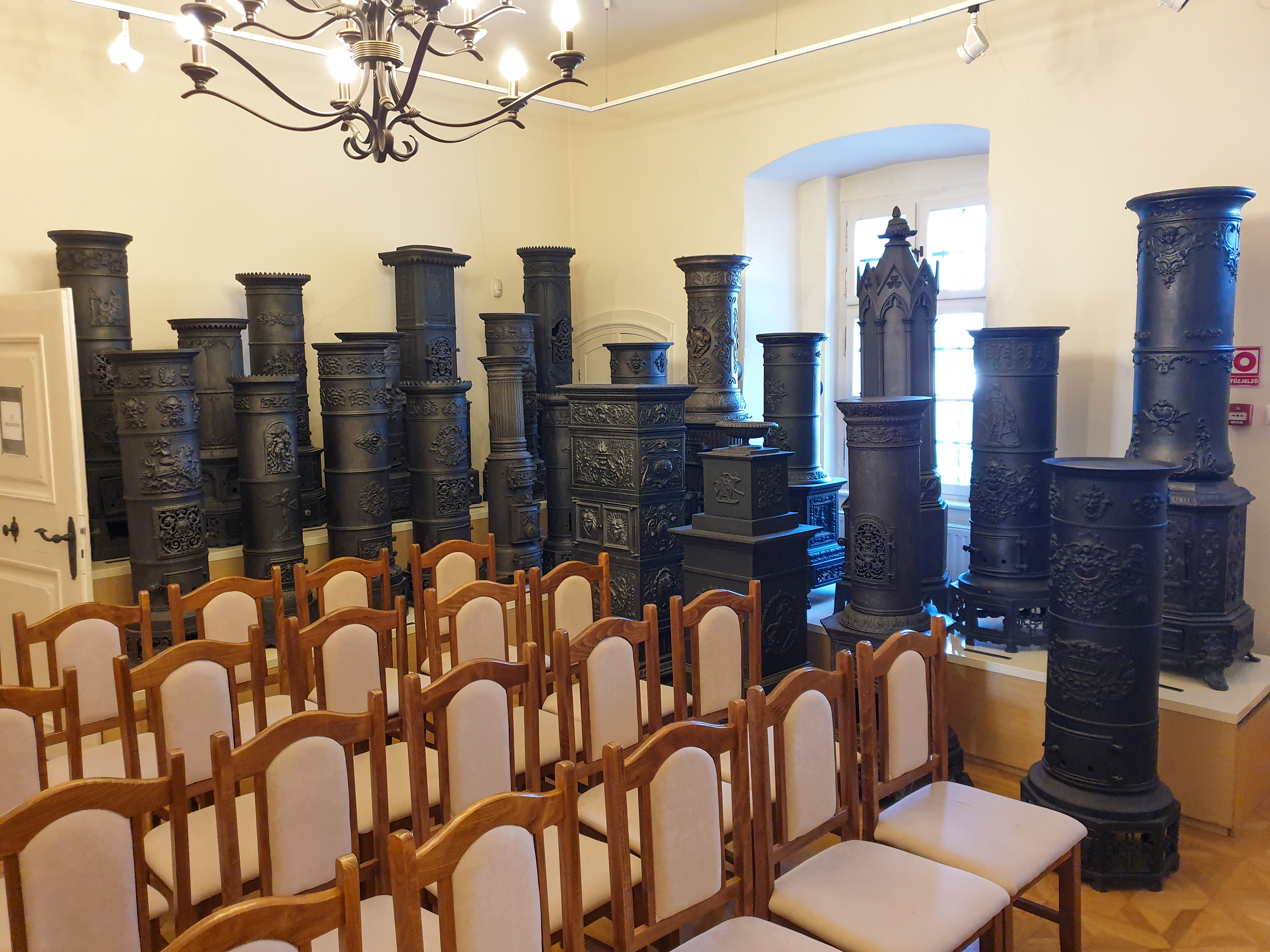
Öntöttvas kályhák gyűjteménye

## A Tomcsányi-kastély

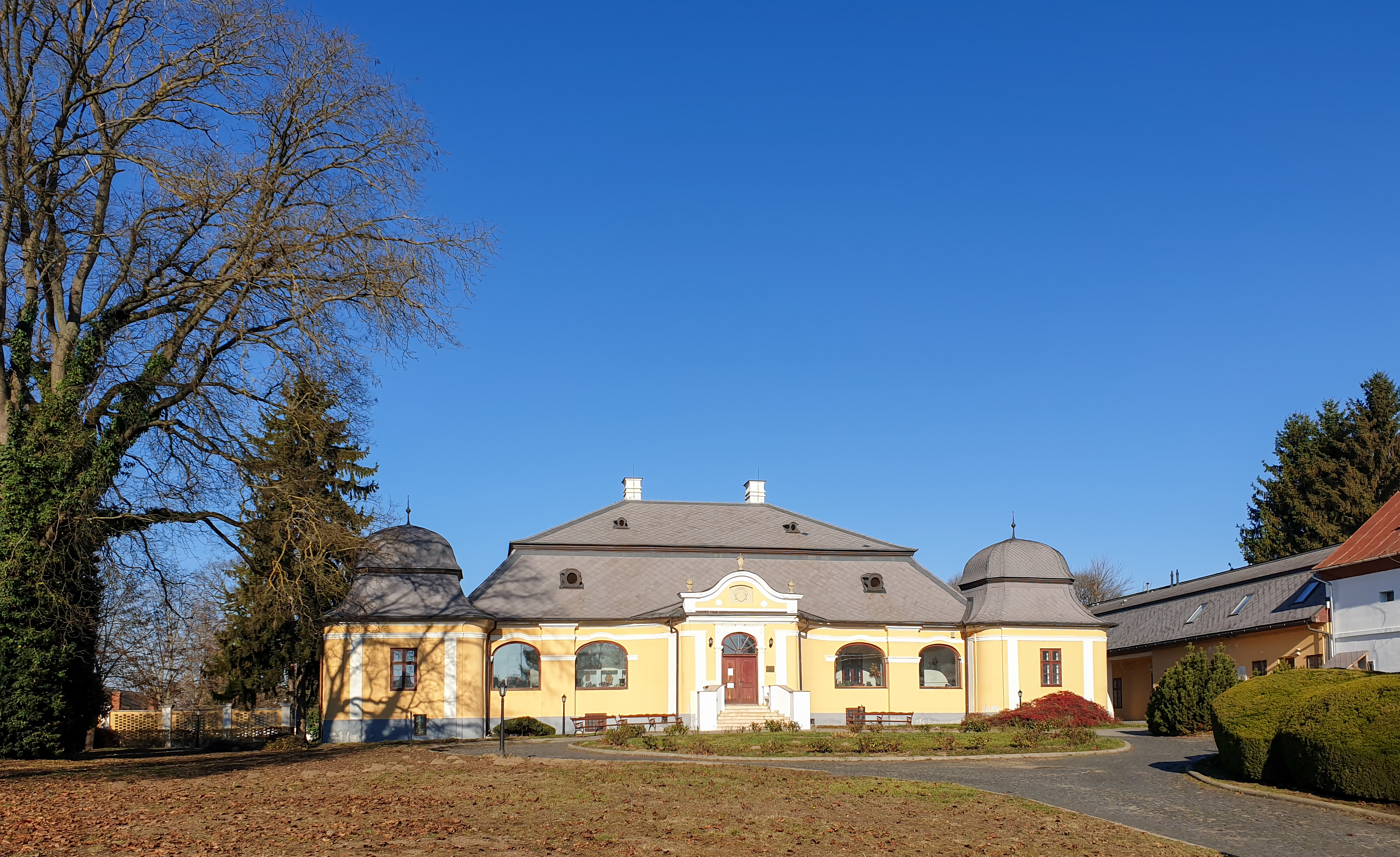
A Tomcsányi-kastély

A kastélyt 1728-ban építette Lónyay László. A Lónyay család ősei a honfoglalás idején telepedtek le a térségben. A 14. század elejétől már Vásárosnaményban is voltak birtokaik. A mai kastély helyén, a Kastélydombon, már ekkor lakásuk is volt. Az épület jelenlegi barokk formáját fia alapozta meg, amikor az épületet két sarokszobával és árkádos tornáccal kitoldatta. A hátsó két sarokszobát a 18. század vége felé építették hozzá. 
A 19. század közepén a kastély lányágon  öröklődött a Tomcsányi családba. Tomcsányi Vilmos Pál Trianon után került Vásárosnaményba. 1920–1923 között külügyi államtitkár, majd igazságügyminiszter volt. Felesége sokat fáradozott a beregi háziipar fejlesztéséért.  A Tomcsányi család az államosításig használta a kastélyt. 
1945-től katonai kiegészítő parancsnokság működött benne, majd 1954-től középiskolai kollégiumot alakítottak itt 1986-ig, az új kollégium megépültéig. Ezután 2005-ig az épület üresen állt. Hasznosítását szorgalmazta Tomcsányi Pál Széchenyi-díjas akadémikus is, aki fiatalságát nagyrészt Vásárosnaményban töltötte, és aki az 1980-as évek elejétől visszatérő vendége volt a városnak. Az épületet végül az Európai Unió támogatásával újították fel.

## Forrás
- A múzeum hivatalos honlapja